# Айзек Ісраель Гейс
Айзек Ісраель Гейс (англ. Isaac Israel Hayes; 5 березня 1832 — 17 грудня 1881) — американський полярний дослідник, терапевт і політик, був призначений командуючим лікарнею Саттерлі під час громадянської війни в Америці, а після війни обраний до складу Асамблеї штату Нью-Йорк.

## Ранні роки та розвідка Арктики
Гейс народився в окрузі Честер штату Пенсильванія 5 березня 1832 року і зростав на фермі своєї сім'ї перед тим, як його відправили до школи Весттауна, що була заснована в окрузі Честер в 1799 році Релігійним товариством друзів (квакери). Залишившись там на два роки після закінчення школи, він став помічником викладача цивільного будівництва та математики. У 1851 році вступив до медичної школи Пенсильванського університету. Закінчивши його на рік достроково, він записався на посаду корабельного хірурга Другої експедиції Гріннелла 1853—1855 рр. Під керівництвом Елайші Кейна члени проекту покинули нью-йоркську гавань у червні 1853 року в пошуках загубленої експедиції Франкліна.

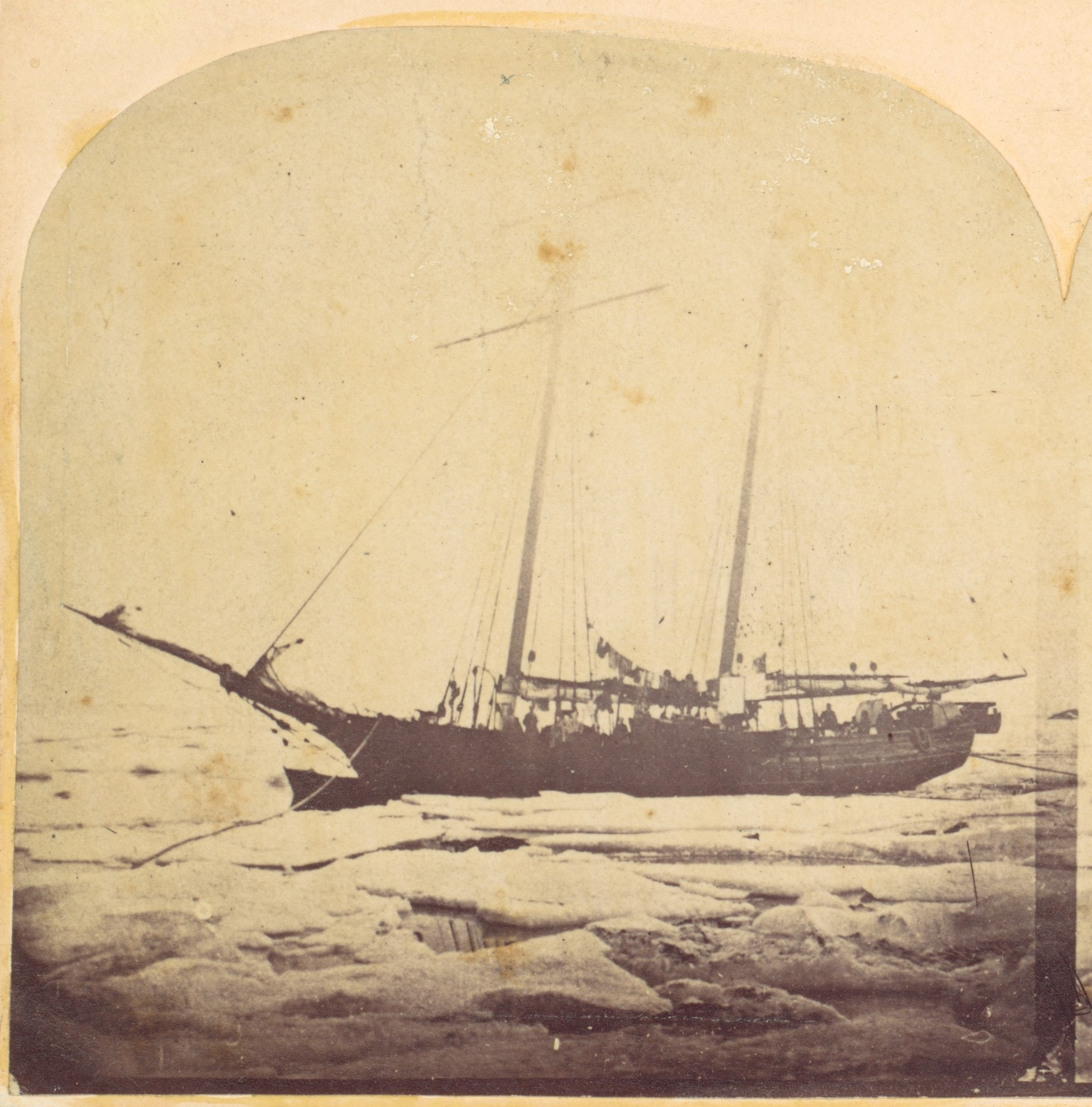
Затиснута у льодах шхуна Сполучені Штати, раніше Спрінг Хілл Бостона

Будучи членами експедиції Кейна, Гейс та інший член команди досягли успіху в кругооборотному дослідженні східного узбережжя острова Елсмір на північ від 79-ї паралелі. Подорожуючи на санях, вони змогли покращити картографування місцевості, задокументувавши особливості 320 км раніше непозначеного узбережжя, що допомогло майбутнім дослідникам Арктики. Коли Кейн оголосив про свої плани продовжити експедицію на другу зиму, незважаючи на те, що продовольство та паливо групи були сильно вичерпані, Гейс та сім інших членів команди вирішили вирушити на південь, де, як вони вважали, буде безпечніше. Натомість у них не вистачало їжі і вони почали їсти єдине доступне її джерело  — лишайники — доти, поки не були змушені повернутися до основної групи Кейна, де Гейс піддався ампутації трьох обморожених пальців ніг, перш ніж Кейн наказав групі вирушити до Гренландії на санках та човні. Потрапивши в Нью-Йорк у жовтні 1855 р. і оговтавшись від випробувань, Гейс вирушив у лекційну екскурсію, виступивши перед аудиторіями Американського географічного товариства та Смітсонівського інституту і врешті-решт став «найпродуктивнішим лектором та письменником про Арктику у дев'ятнадцятому столітті», за словами біографа Дугласа Вамслі.
Зібравши 30 000 доларів, Гейс також керував власною експедицією з 1860 по 1861 рік. Вирушивши в червні 1860 р. на борту Сполучених Штатів, він врешті сподівався досягти Північного полюса. Після прибуття до Гренландії, де він закликав кількох ескімосів приєднатися до його партії з 20 чоловік мисливцями, щоб бути впевненим, що його екіпаж не буде змушений терпіти голод, якого зазнали попередні експедиції, Гейс і його люди вирушили до моря Баффіна, протокм Сміта та острів Елсмір на шляху до відкритиого моря. Але, як і всі інші до нього, був змушений повернутися назад через місцевість, суворий клімат та зменшення запасів їжі.
Вважаючи, що вони досягли принаймні частини своїх цілей, Гейс та його команда досягли Гренландії лише для того, щоб дізнатись, що їх держава поринула у громадянську війну.

## Американська громадянська війна

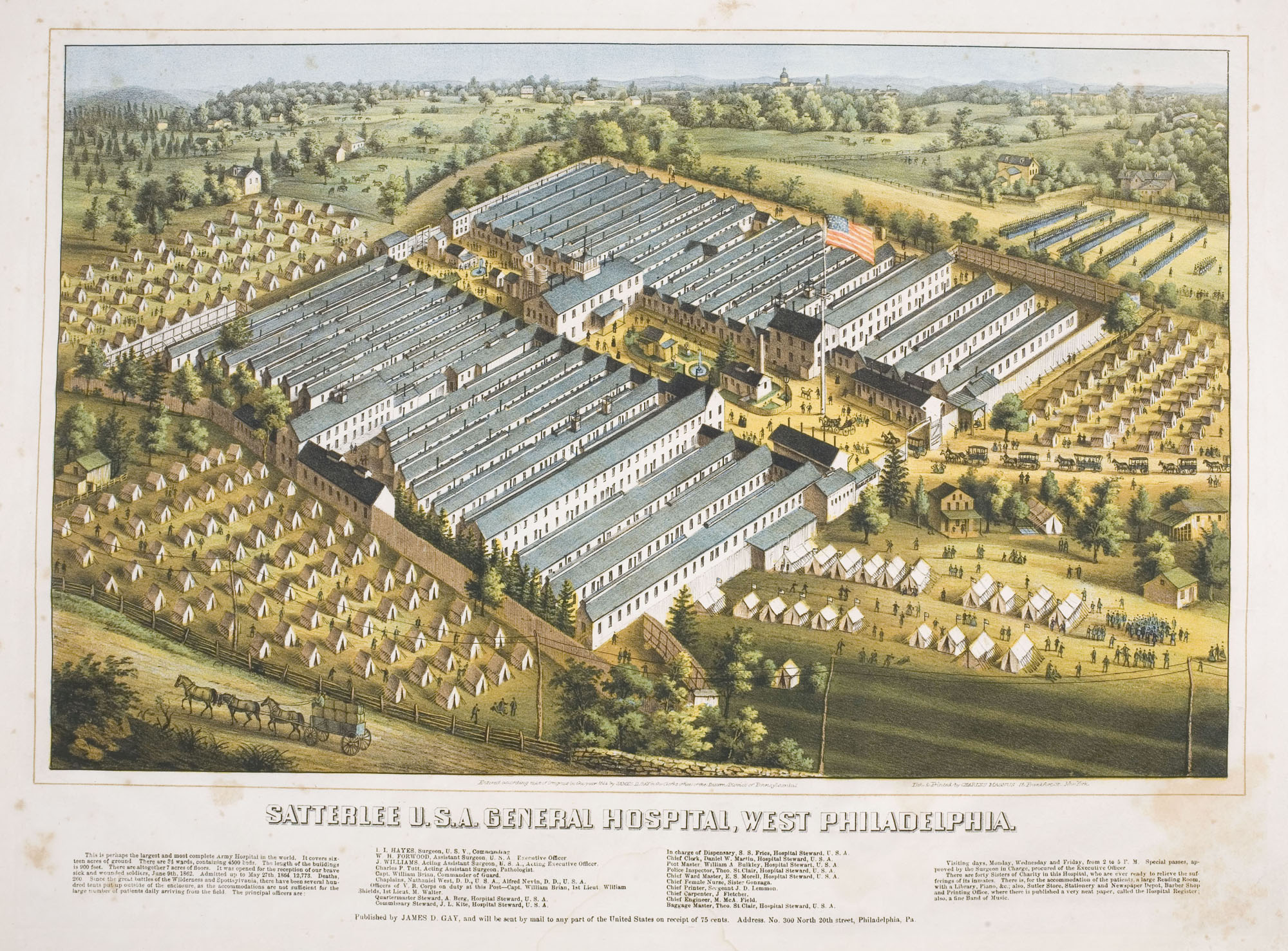
Загальна лікарня Саттерлі, Західна Філадельфія, 1864 рік.

Повернувшись до США, Гейс записався хірургом до армії Союзу. У 1862 році він був призначений командувачем загальної лікарні Саттерлі, розширеного військового госпіталю на 4500 місць у Філадельфії, який спостерігав велику кількість пацієнтів після Другої битви під Булл-Раном і Битви під Геттісбургом.
Надавши допомогу до 50 тисяч хворих і поранених за час роботи лікарні, лікарі та медсестри під керівництвом Гейса втратили лише 260 пацієнтів між часом відкриття та закриття лікарні, що є значним досягненням, враховуючи проблеми, з якими вони стикалися при лікуванні, а саме не тільки величезний обсяг пацієнтів, яких вони повинні були обходити, але й використання відносно рудиментарних процедур медичного обслуговування та санітарних практик.

## Повоєнне життя
Після війни Хейс написав книгу про свої експедиційні дні «Відкрите Полярне море: розповідь про подорож відкриттів до Північного полюса на шхуні Сполучені Штати». Потім він продовжив публікацію інших робіт, в тому числі «Загублений у холоді» 1869 року.
23 листопада 1874 р. на честь Гейса відбувся прийом у клубі «Аркадіан», під час якого генерал Рой Стоун розповів про досягнення Гейса.

### Служба в Асамиблеї штату Нью-Йорк
Потім Гейс балотувався і був обраний членом Асамблеї штату Нью-Йорк. Представляючи Нью-Йорк як республіканець з 1876 по 1881 рік, він працював над поліпшенням якості життя бідних та психічно хворих членів суспільства і приєднався до декількох своїх колег-членів Державної Асамблеї, пропонуючи поправку до Конституції штату Нью-Йорк 27 лютого 1878 р. щодо скасування плати за канал, як способу сприяння зростанню бізнесу та загальному процвітанню в регіоні.
Він також заручився підтримкою своїх колег у фінансуванні будівництва тунелю під річкою Гудзон, який, бувши завершеним через приблизно через десять років, значно покращив ефективність транспортне сполучення Східного узбережжя між Манхеттеном та Нью-Джерсі.

### Смерть і поховання
У п'ятницю ввечері, 18 грудня 1881 р., ще будучи членом Державної Асамблеї, 49-річний Хейс переніс серцевий напад у своєму будинку в Нью-Йорку. Після його смерті там його останки були повернуті до Пенсильванії і похоронені на кладовищі Друзів Окленда у Вест-Честері, штат Пенсільванія.